# Tournoi de tennis de Tulsa
Le tournoi de Tulsa (Oklahoma, États-Unis) est un tournoi de tennis féminin du circuit professionnel WTA et masculin du circuit professionnel ATP organisé dans la ville de Tulsa.
L'édition masculine a eu lieu de 1978 à 1980. Elle était jouée sur surface dure en salle et faisait partie de la catégorie Grand Prix.

## Palmarès dames

### Simple
| No       | Date       | Nom et lieu du tournoi         | Catégorie | Dotation | Surface      | Vainqueure       | Finaliste       | Score    |         |
| -------- | ---------- | ------------------------------ | --------- | -------- | ------------ | ---------------- | --------------- | -------- | ------- |
| 1        | 24-05-1966 | Tulsa Invitation, Tulsa        |           | NC       | Terre (ext.) | Billie Jean King | Carol Hanks     | 6-0, 6-1 | Tableau |
| Ère Open |            |                                |           |          |              |                  |                 |          |         |
| 2        | 05-05-1971 | 14th Tulsa Invitation, Tulsa   | Amateur   | NC       | Terre (ext.) | Chris Evert      | Mary-Ann Curtis | 6-0, 6-3 | Tableau |
| 3        | 22-09-1986 | Virginia Slims of Tulsa, Tulsa |           | 75 000 $ | Dur (ext.)   | Lori McNeil      | Beth Herr       | 6-0, 6-1 | Tableau |

### Double
| No       | Date       | Nom et lieu du tournoi        | Catégorie | Dotation | Surface      | Vainqueures                         | Finalistes                            | Score         |         |
| -------- | ---------- | ----------------------------- | --------- | -------- | ------------ | ----------------------------------- | ------------------------------------- | ------------- | ------- |
| 1        | 24-05-1966 | Tulsa Invitation Tulsa        |           | NC       | Terre (ext.) | Rosie Casals Billie Jean King       | Carol Hanks Justina Bricka            | 4-6, 6-3, 8-6 | Tableau |
| Ère Open |            |                               |           |          |              |                                     |                                       |               |         |
| 2        | 05-05-1971 | 14th Tulsa Invitation Tulsa   | Amateur   | NC       | Terre (ext.) | Mary-Ann Curtis Karin Benson        | Chris Evert Jeanne Evert              | 2-6, 7-5, 7-5 | Tableau |
| 3        | 22-09-1986 | Virginia Slims of Tulsa Tulsa |           | 75 000 $ | Dur (ext.)   | Camille Benjamin Dinky Van Rensburg | Svetlana Parkhomenko Larisa Savchenko | 7-6, 7-5      | Tableau |

## Palmarès messieurs

### Simple
| No | Date       | Nom et lieu du tournoi | Catégorie | Dotation | Surface | Vainqueur          | Finaliste   | Score         |  |
| -- | ---------- | ---------------------- | --------- | -------- | ------- | ------------------ | ----------- | ------------- |  |
| 1  | 01-05-1978 | , Tulsa                |           | NC $     | NC      | Eddie Dibbs        | Pat Dupré   | 6-7, 6-2, 7-5 |  |
| 2  | 09-04-1979 | , Tulsa                |           | NC $     | NC      | Jimmy Connors      | Eddie Dibbs | 6-7, 7-5, 6-1 |  |
| 3  | 07-04-1980 | , Tulsa                |           | NC $     | NC      | Howard Schoenfield | Trey Waltke | 5-7, 6-1, 6-0 |  |

### Double
| No | Date       | Nom et lieu du tournoi | Catégorie | Dotation | Surface | Vainqueurs                         | Finalistes                      | Score         |  |
| -- | ---------- | ---------------------- | --------- | -------- | ------- | ---------------------------------- | ------------------------------- | ------------- |  |
| 1  | 01-05-1978 | , Tulsa                |           | NC $     | NC      | Russell Simpson Van Winitsky       | Carlos Kirmayr Ricardo Ycaza    | 4-6, 7-6, 6-2 |  |
| 2  | 09-04-1979 | , Tulsa                |           | NC $     | NC      | Francisco González Eliot Teltscher | Colin Dibley Tom Gullikson      | 6-7, 7-5, 6-3 |  |
| 3  | 07-04-1980 | , Tulsa                |           | NC $     | NC      | Robert Lutz Dick Stockton          | Francisco González Van Winitsky | 2-6, 7-6, 6-2 |  |